# Pyrex

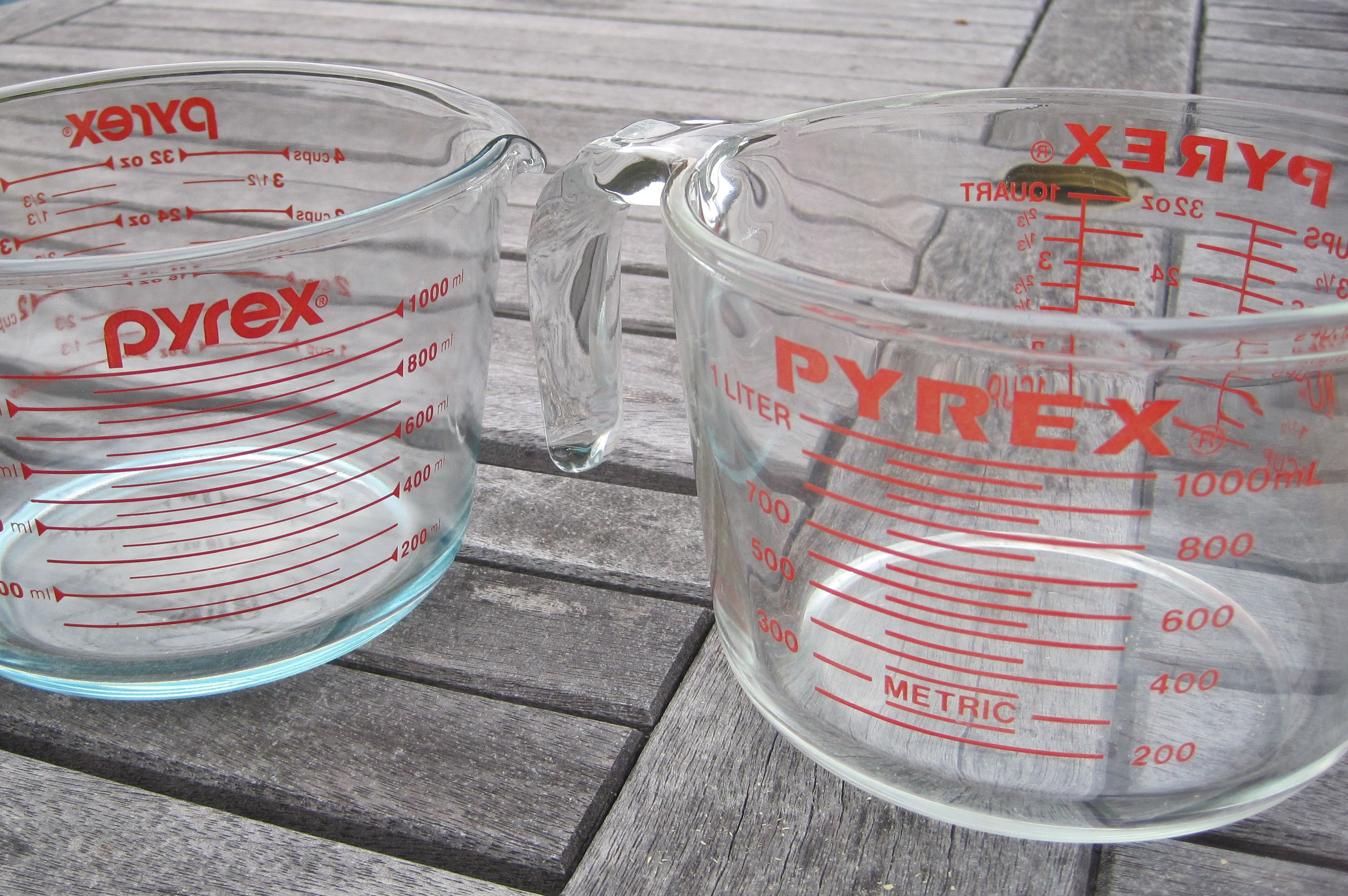
Zwei hitzebeständige Messbecher mit der Marke Pyrex (der linke Becher ist aus getempertem Kalk-Natron-Glas gefertigt, erkennbar an der leicht grünlichen Farbe; der rechte trägt die ältere Form des Logos und besteht aus farblosem Borosilikatglas)

Pyrex ist ein 1915 vom US-amerikanischen Hersteller Corning eingetragener Markenname für hitzebeständiges Glas. Heute wird die Marke für Consumer-Produkte in Amerika als pyrex von Correl Brands, in Europa als PYREX vom französischen Hersteller International Cookware verwendet. Für Laborgeräte wird die Marke in Europa von DWK Life Sciences und im Rest der Welt von Corning selbst vermarktet.

## Geschichte
Ursprünglich handelte es sich um eine besondere Sorte Borosilikatglas, die 1887 von den Jenaer Glaswerken unter Otto Schott entwickelt wurde. Von dem Hersteller Corning wurde dafür in den USA 1915 ein Patent angestrebt. Heute wird auf dem amerikanischen (nicht aber dem europäischen) Markt fast ausschließlich normales Temperglas verwendet. Auf dem  englischsprachigen Markt wird die Bezeichnung als Gattungsbegriff für Borosilikatglas benutzt, so wie Jenaer Glas oder Duran im deutschen Sprachraum.
Unter Eugene C. Sullivan wurde bei Corning zu Beginn des 20. Jahrhunderts ein Borosilikatglas namens NONEX beziehungsweise CNX (corning nonexpansion glass) entwickelt. Da es Bleianteile enthielt, war es für den Lebensmittelsektor nicht geeignet. In der Folge wurde schließlich von Sullivan und William C. Taylor auf die Rezeptur von den Jenaer Glaswerken zurückgegriffen, die 1915 unter dem Namen Pyrex eingeführt wurde.

„‚Pyrex‘ – so heißt das neue Glaskochgeschirr – ist durchsichtig, sauber, hat elegante, gefällige Formen und ist infolge seiner Dauerhaftigkeit und Feuerbestandigkeit zum Kochen, Braten und Backen geeignet. […] Infolge seiner Durchsichtigkeit läßt sich der Koch- und Werdeprozeß der Speisen überwachen. Und – der weitere Vorteil: Man richtet in dem gleichen Gefäß an, in welchem man die Speisen kocht.“

Aufgrund seiner Hitzebeständigkeit wurde Pyrex-Glas auch für Kondensoren von Projektoren verwendet. In der Elektrotechnik fand Pyrex außerdem in den 1920er Jahren als Isolator Verwendung, insbesondere für Kondensatoren, da es hier die geringsten Verluste aufwies. Als 1933 die seinerzeit stärksten Glühlampen mit 50 kW Leistung auf den Markt kamen, war dies nur dank aus Pyrex hergestellter Glaskolben möglich. Auch der Rohspiegel für das Spiegelteleskop des Palomar-Observatoriums wurde vor Beginn des Zweiten Weltkriegs aus Pyrex-Glas hergestellt.
Ende der 1920er Jahre war die Marke Pyrex so bekannt, dass die Firma Schott & Genossen Jena ihr Jenaer Duranglas in Anzeigen teilweise als „das deutsche Pyrex“ bewarb.
Pyrex war für Corning eines der wichtigsten Produkte während der Weltwirtschaftskrise. Vor dem Ersten Weltkrieg hatten die Jenaer Glaswerke praktisch eine weltweite Alleinanbieterstellung für Laborglas. Die Patentierung von Corning wurde deswegen als kriegswichtig eingeschätzt.